# Технический музей Мекленбурга-Передней Померании
Государственный технический музей Мекленбурга-Передней Померании (Das Technische Landesmuseum Mecklenburg-Vorpommern) был основан в ГДР в 1961 году в Шверине как Политехнический Музей и был расположен в Шверинском замке . Сегодня продолжает своё существование и деятельность в Висмаре как PhanTECHNIKUM.

## История

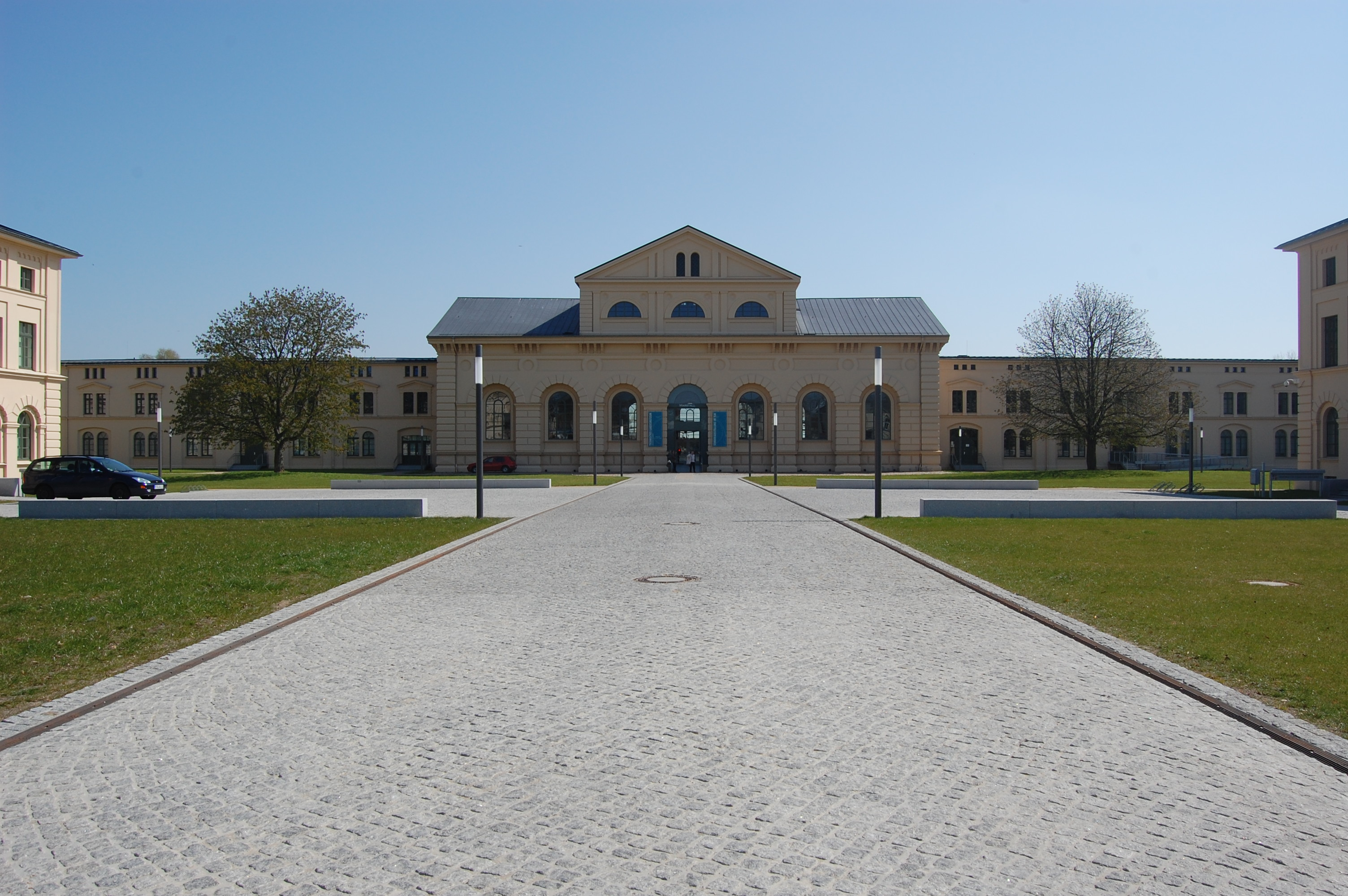
Schweriner Marstall

После изменения политического курса в Германии в 1990 году  музей покинул стены замка и в 1996 году был на грани распада. Финансирование со стороны государства прекратилось. Музей был спасен благодаря основанию одноименного корпоративного союза-ассоциации и предоставлению финансовых средств министерством культуры. С тех пор это партнерство получает также и широкую политическую поддержку.
В 1997 году музей переехал в помещения дворцовых конюшен герцогской резиденции в Шверине (нем. Schweriner Marstall ). В выставке большое место занимали экспонаты из истории транспортной техники.

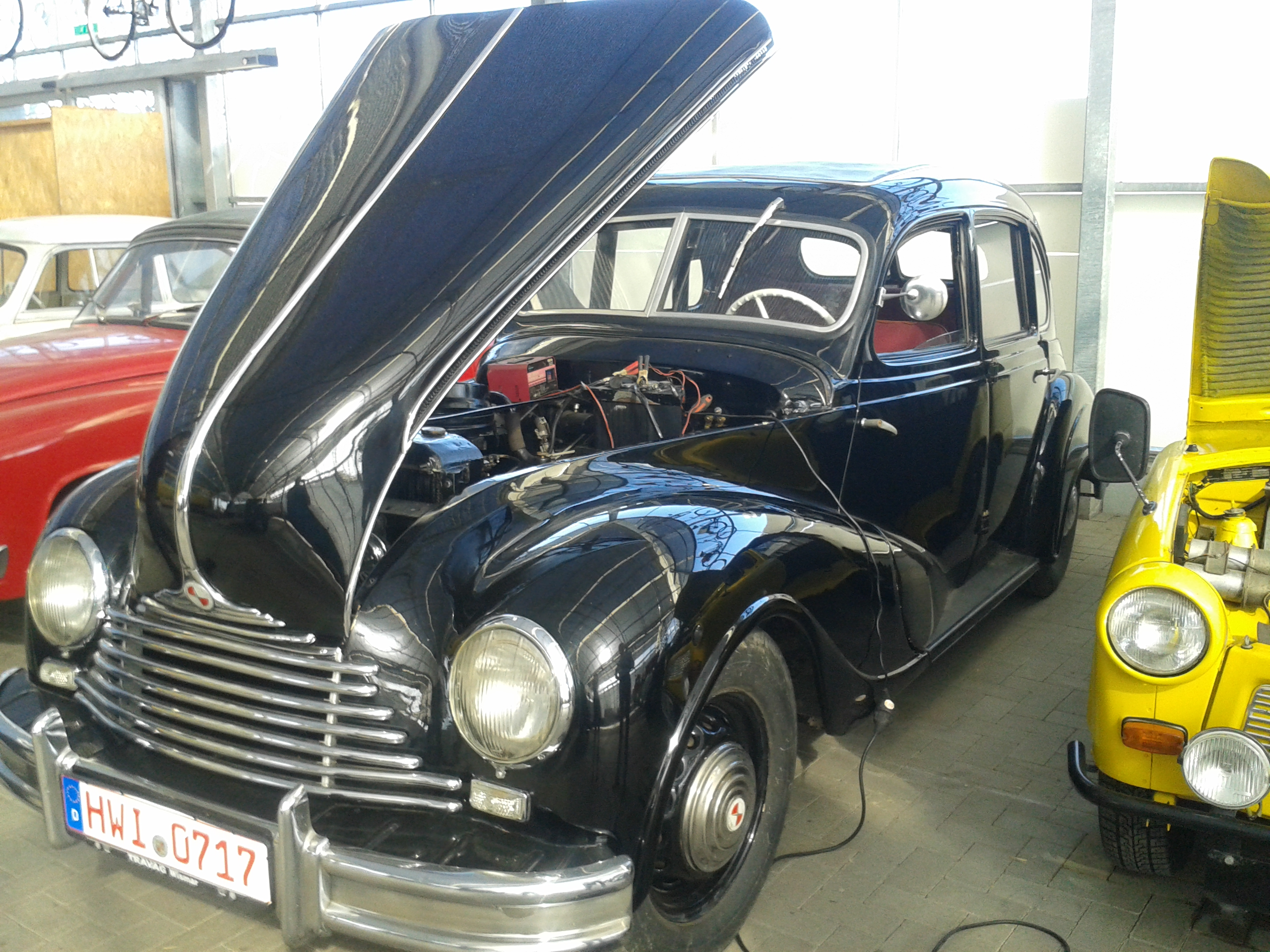
EMW 340

Федеральная земля Мекленбург-Передняя Померания в Германии на протяжении веков была широко известна своим судостроительством; помимо того, здесь развивались железнодорожная промышленность и автомобилестроение. 
Самолетостроительная промышленность доминировала в экономике в первой половине 20 века: здесь находились авиастроительные компании Фоккер, Арадо, Хейнкель, Дорнье и Вахман. Авиационный завод Антона Фоккера в Шверине выпускал в годы Первой мировой войны самолеты-истребители для имперских военно-воздушных сил Германии; остальные компании строили как военные, так и гражданские самолеты. Во время Второй мировой войны они поставляли самолёты для Люфтваффе.
К наиболее примечательным экспонатам выставки относились энерговырабатывающие машины. Их репродукции и подлинники можно было увидеть в действии. Среди них были, к примеру, однопоршневая паровая машина рубежа XIX и XX веков, шестицилиндрный дизельный двигатель учебного парусного судна «Горх Фок II» 1953 года и пр. Коллекцию дополняли экспонаты из области коммуникативных технологий и бытовой техники.
В 2003 году был основан филиал музея в Висмаре, что было первым шагом в последовавшем несколькими годами позже переезде всей выставки из Шверина в Висмар. Выставка в «стеклянном здании» (нем. Glashaus) городского парка Висмара содержала среди прочего ряд раритетных моделей техники, построенных после 1945 года в Айзенахском автомобильном заводе, таких как EMW 340 или IFA F9. Здесь была представлена также история авиа-, машино- и кораблестроения ганзейского города, были выставлены как сами модели, так и их репродукции.

## PhanTECHNIKUM

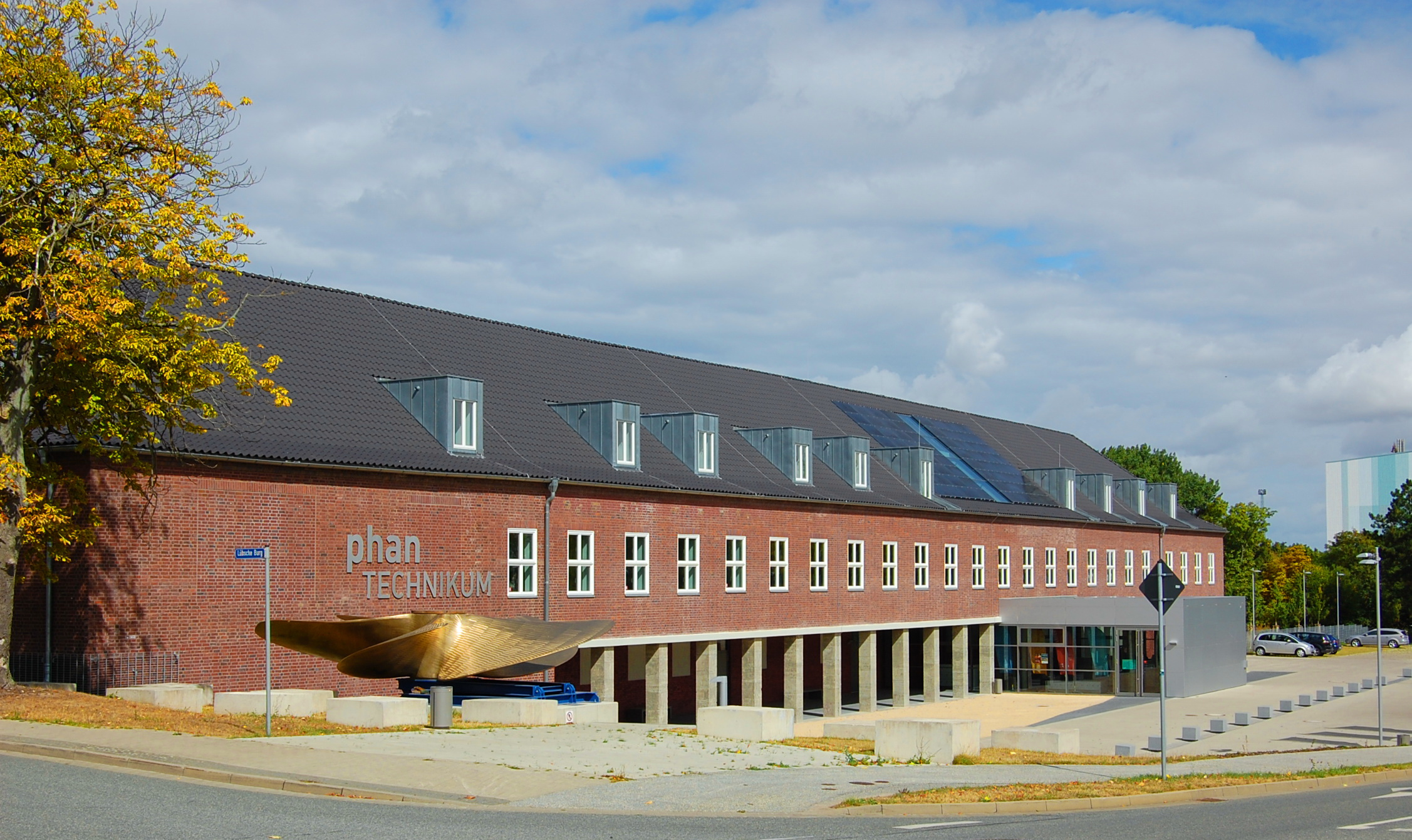
PhanTECHNIKUM

Выставка музея в Шверине была закрыта в начале 2011 года. В Висмаре был разработан новый проект и сооружен комплекс, включающий в себя помимо технического музея также и научный центр. Фантехникум стал совершенно новой страницей в истории музея. Он свел обе выставки воедино, при этом дополнив их и представив творчески в новом свете. Примечательны такие экспонаты как триплан Fokker Dr.I, репродукция первого в мире самолета с турбореактивным двигателем Heinkel He 178, а также уже упоминавшиеся дизельный мотор трехмачтового барка «Горх Фок II» и старая паровая машина. Экспериментальный музей возник на территории бывшей казармы и стал туристической достопримечательностью. PhanTECHNIKUM открыт для посетителей с 1-го декабря 2012 года.

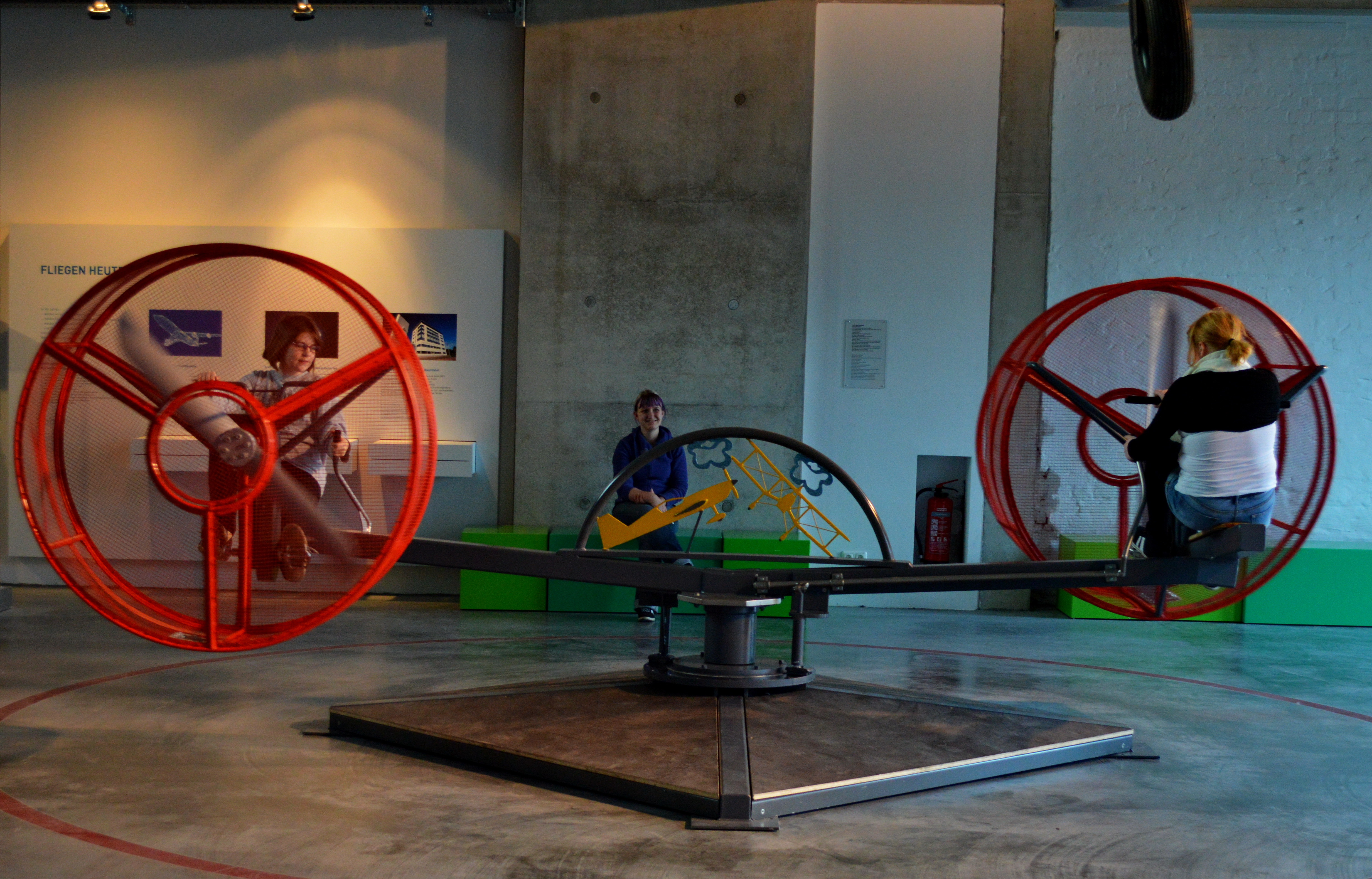
«Пропеллерная карусель»

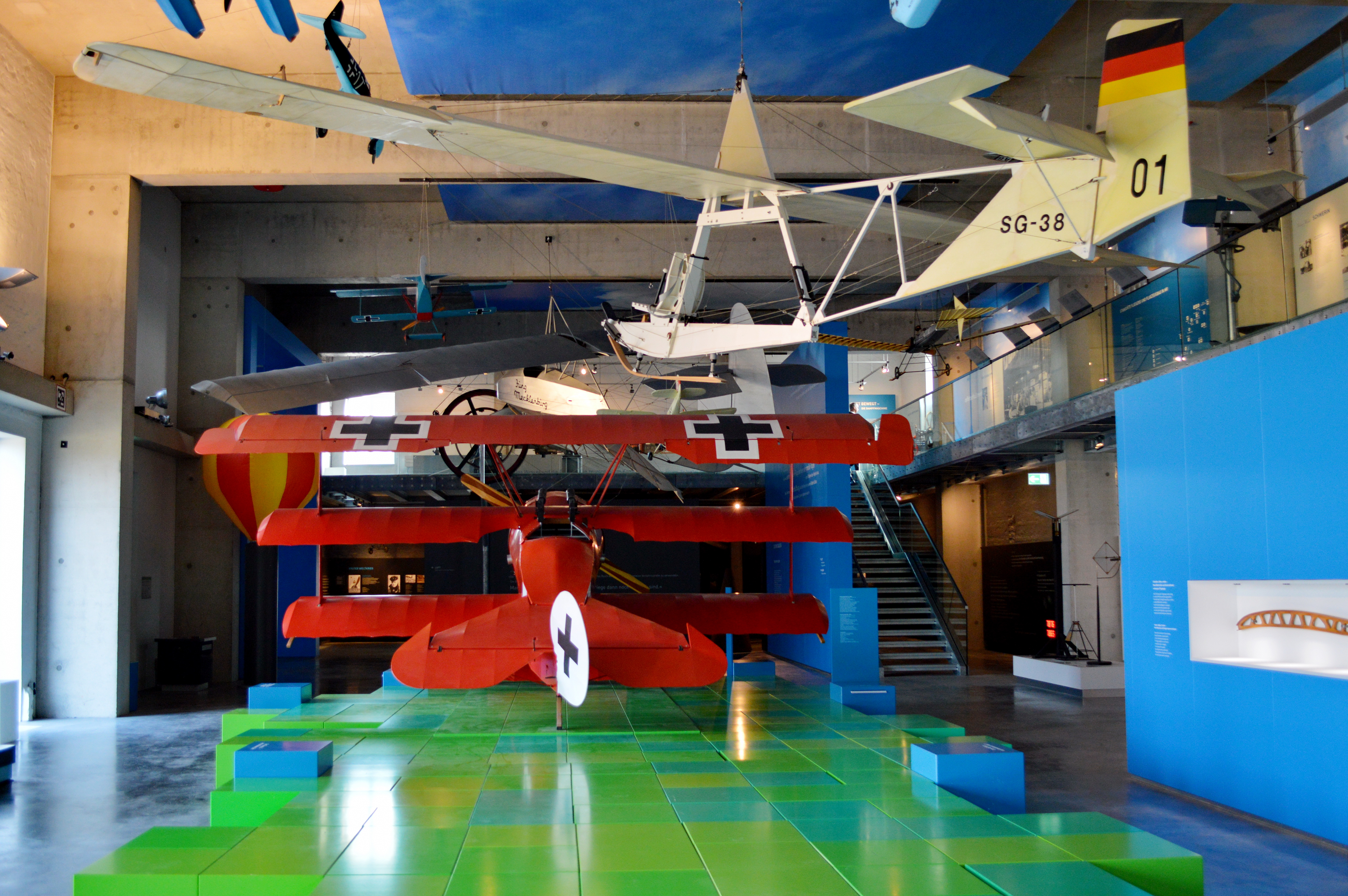
Триплан Fokker Dr.I в «воздушном зале»

Тематическими отделениями музея стали четыре природные стихии: огонь, вода, воздух и земля. Они представлены интерактивно и наглядно благодаря экспериментам, проводимым в лаборатории, и экспонатам выставки, с которыми можно познакомиться непосредственно, подержав их в руках и проверив в действии (на так называемых «экспериментальных станциях» (нем. Experimentierstation)). Музей акцентирует своё внимание на том, как человек расширял техническое применение четырёх стихий на протяжении своей истории и использовал их для передвижения, коммуникации, выработки энергии и производства. Так, в «воздушном зале» (нем. Lufthalle) наглядно представлено, как человечество мечтало и постепенно училось летать, начиная с первых воздушных шаров и испытательных полетов Лилиенталя на планере и заканчивая войнами в воздухе; как оно все больше покоряло небеса, пройдя путь от деревянных пропеллеров (на специально разработанной «пропеллерной карусели» (нем. Propellerkarussel) можно на себе ощутить принцип действия пропеллеров) до реактивных двигателей и полетов ракет в космос. Другой аспект выставки относится к изучению и использованию свойств воздуха и ветра, постройке ветряных мельниц, разработке ветросиловых установок и метеорологическим измерительным приборам.

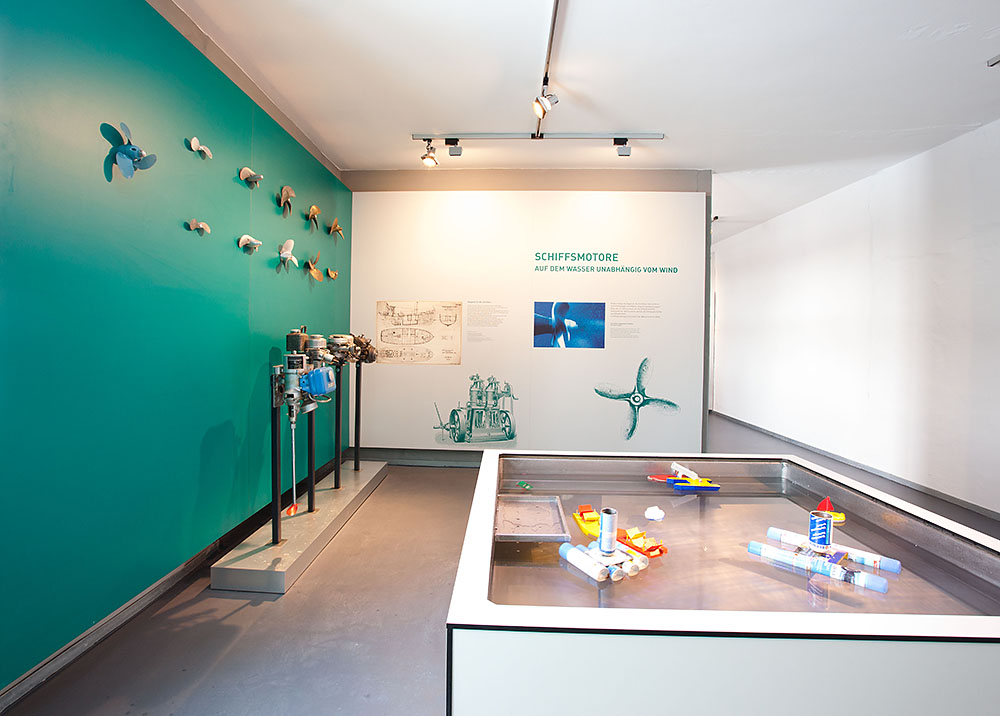
Экспериментальная станция в отделе воды

Тема воздуха тесно соприкасается с темой воды, когда речь заходит об одном из агрегатных состояний воды — паре и о покорении морей парусом, пришедшем на смену веслу, а в дальнейшем — гребным винтом, паровым котлом и дизельным мотором, сделавшими плавание безопаснее, быстрее и независимее от ветра. Музей демонстрирует эволюцию паровых машин и двигателей, развитие судоходства, использование энергии воды в водяных мельницах, турбинах и ГЭС, а также затрагивает тему молекулярного строения и свойств воды как важнейшего средства поддержания жизни и предпосылки её возникновения, не обойдя стороной меры защиты от стихийных бедствий, таких как наводнения и смерчи, и строительство прибрежных заградительных устройств, поперечных дамб и городских каналов.

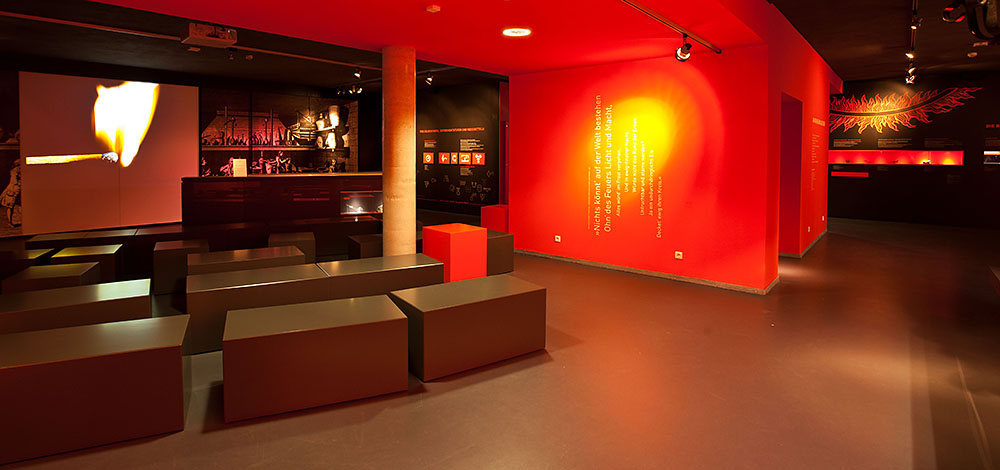
Лаборатория в отделе огня

Третий отдел музея посвящён природе огня и его роли как источника света и тепла, изменившего жизнь человека. В центре внимания находятся история добычи огня и его использования в металлообработке, литье и плавке; эволюция методов искусственного освещения от лучин до энергосберегающих ламп и светодиодов; физическая природа цвета и света. В лаборатории отдела в ходе экспериментов наглядно демонстрируются свойства огня и пламени, дается, к примеру, ответ на вопрос, имеет ли огонь тень или определенный цвет. 

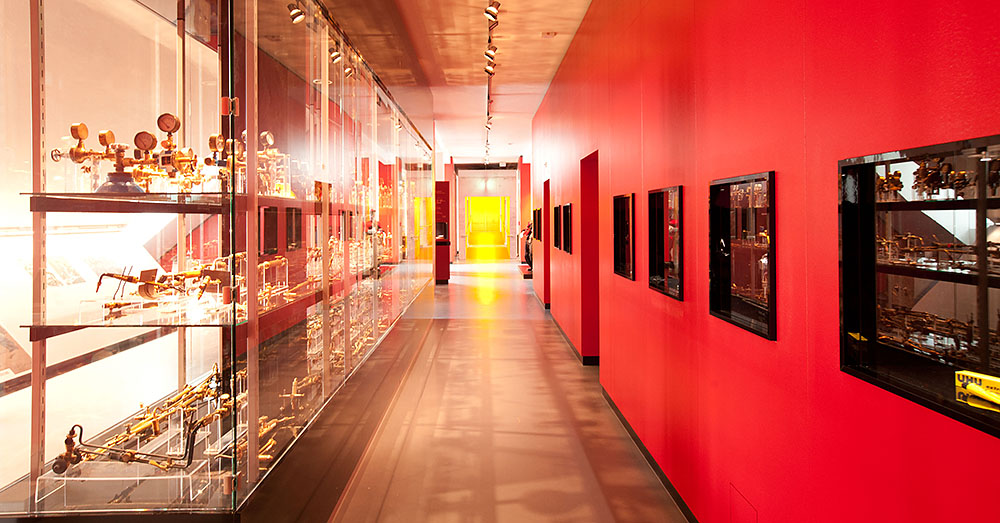
Коллекция паяльных ламп

В музее выставлена к тому же часть коллекции Германской ассоциации сварочного искусства (нем. Deutscher Verband für Schweißen, DVS), знакомящей с различными техниками сварки (дуговая, контактная, электронно-лучевая), резки, металлообработки и историей их развития. Уникальна многочисленная коллекция паяльных ламп.
Отдел, посвящённый земле, находится в разработке; строительство и открытие помещений для тематического отдела планируется открыть в 2017 году.
Музей в Висмаре следит за развитием технологий и за техническими достижениями нашего века, знакомит с историей техники Мекленбурга-Передней Померании, хранит архивы и богатую историческую документацию о достижениях многих инженеров и конструкторов из Мекленбурга и запатентованных ими изобретений (база данных содержит свыше 10 000 патентов и находится в свободном доступе на сайте музея), а также деятельности авиа-, машино- и кораблестроительных заводов. В распоряжении имеется также и обширная библиотека, состоящая из нескольких тысяч книг, журналов и прочих периодических изданий об истории развития техники в регионе. Изучение истории авиации и авиастроения, инноваций прошлого и настоящего Мекленбурга-Передней Померании относится среди прочего к основным научно-исследовательским задачам музея.

## Мероприятия и проекты

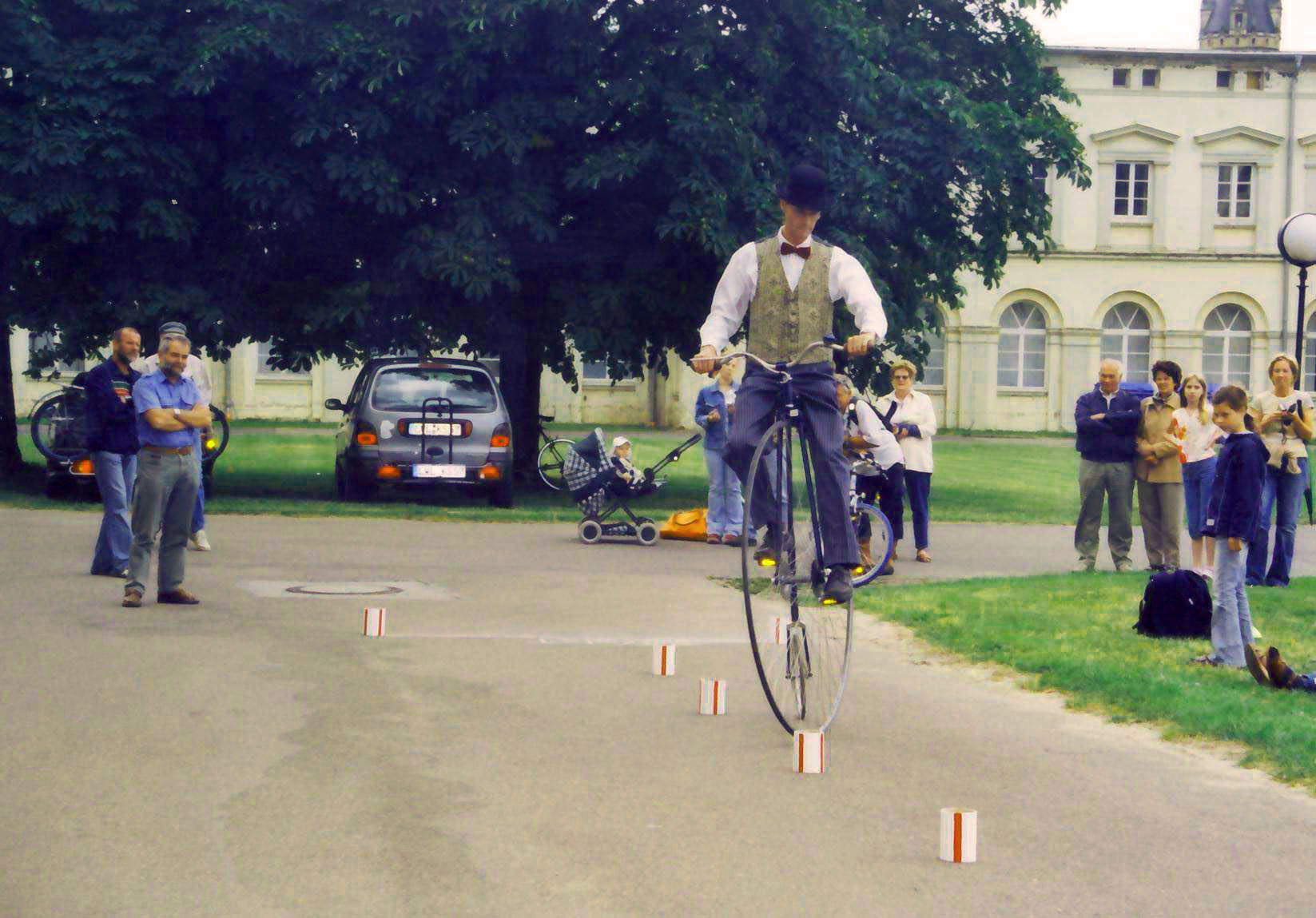
Гонки на старинных велосипедах

• Гонки на старинных велосипедах (нем. Das Oll Fahrrad-Rennen) возникли в 2001 году по инициативе шверинской газеты Volkszeitung, призвавшей проверить, у кого в округе самый старый велосипед. С тех пор гонки проводились ежегодно и имели успех. Были организованы соревнования на пенни-фартингах (большеколёсный велосипед), дрезинах (иначе их называли также двухколесным самокатом или машиной для бега), минивелосипедах и прочих диковинках. Велосипеды со вспомогательным моторным двигателем соревновались и оценивались отдельно.

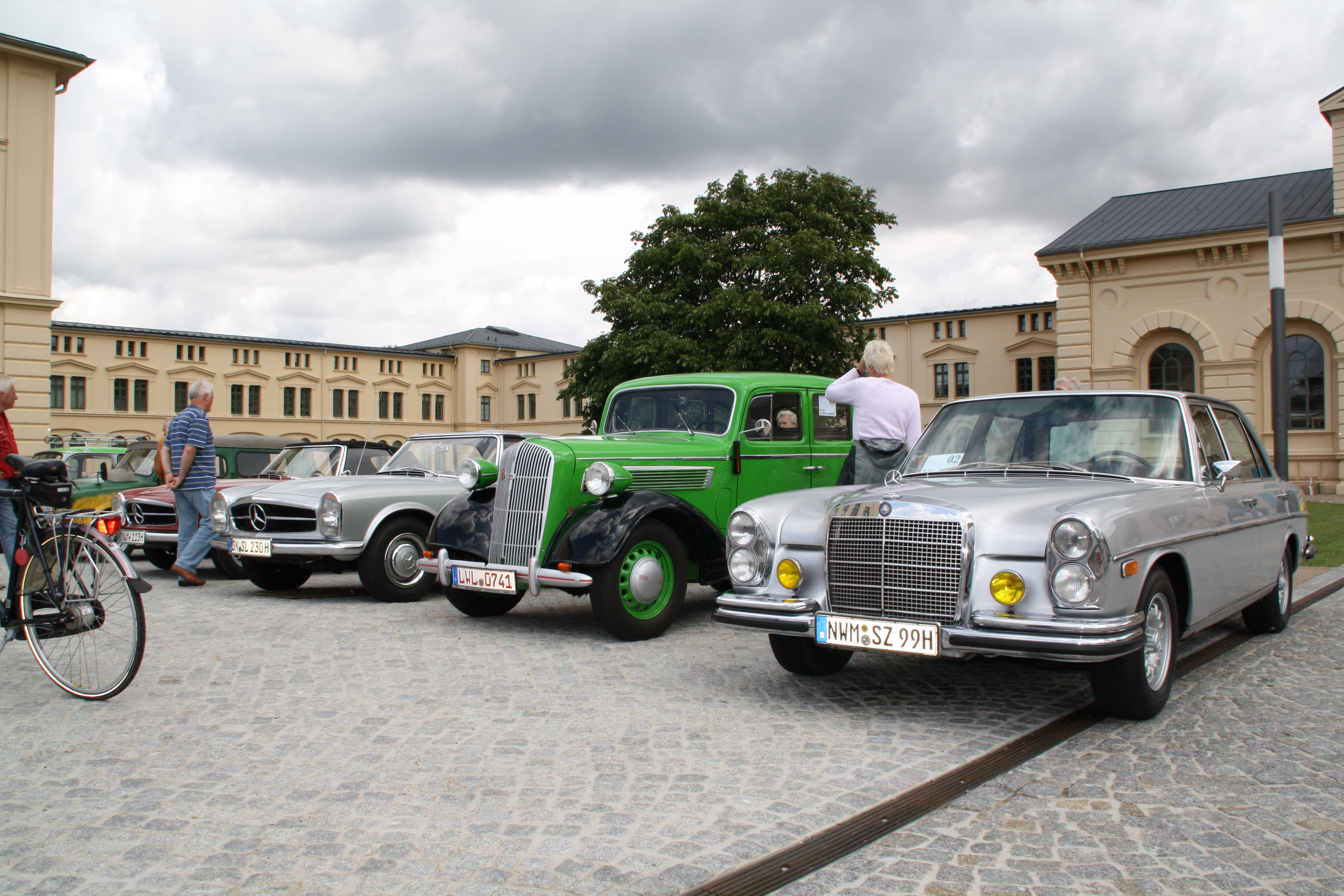
Музейное ралли олдтаймеров

• Музейное ралли олдтаймеров (нем. Die Museums-Rallye für Oldtimer) впервые состоялось в том же 2001 году. Участвовали прежде всего автомобили и мотоциклы производства времен ГДР, которые были представлены своими владельцами на параде, последовавшем за посещением музея.

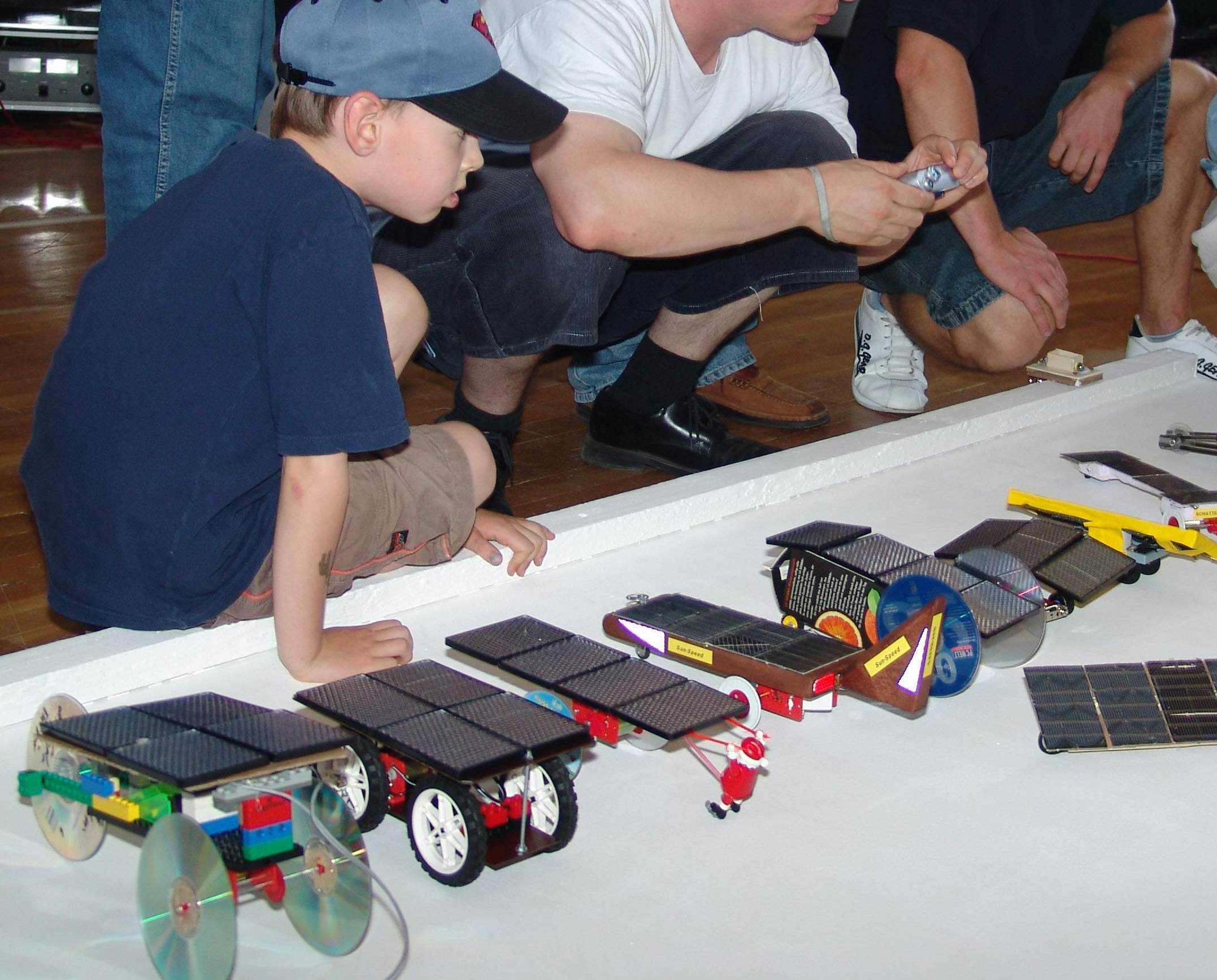
Гонки электромобилей на солнечных батареях

• Гонки электромобилей на солнечных батареях (нем. Das norddeutsche Solarmobil-Rennen) были особым мероприятием в 2001 году, на котором дети, юноши и девушки должны были сконструировать лучший по быстроходности солнцемобиль, используя заранее поставленные наборы из фотоэлементов, двигателя и коробки передач и изменяя параметры машины при самостоятельном выборе материала, привода и корпуса. Результат мог быть испытан в последующем соревновании.

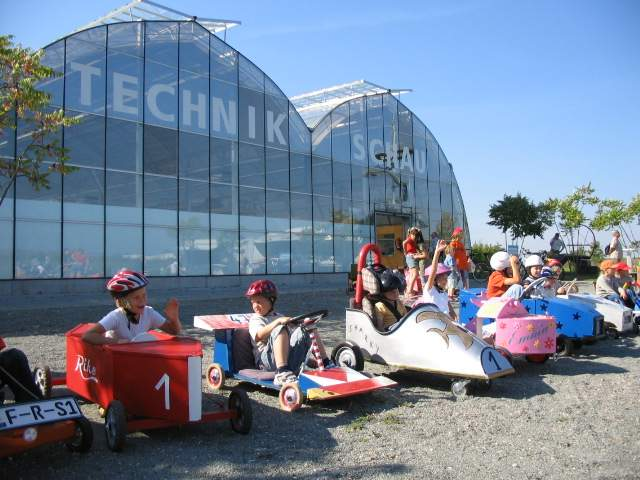
Гонки на миникарах

• Начиная с 2005 года музей проводит также гонки на миникарах (нем. Seifenkistenrennen) в городском парке Висмара при поддержке и содействии школ города.

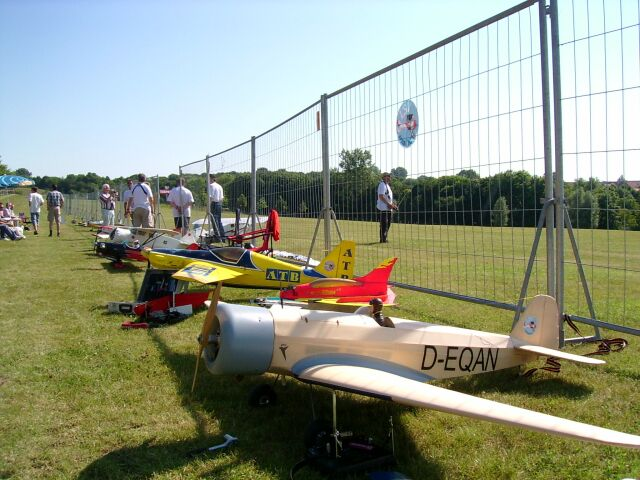
Ярмарка моделей самолетов

Проводились также мероприятия по конструированию моделей железной дороги и лодок, ярмарка моделей самолетов, машин и кораблей.
В качестве дополнения к школьному уроку, к примеру, физики музей предлагает плановые занятия в области производства энергии, авиатехники и истории авиации, компьютерной техники. При этом передаются не только теоретические знания, но и наглядно демонстрируются принципы работы на моделях.
Музей организует разнообразные мероприятия для и при участии интересующихся техникой детей и молодежи и временные выставки различной тематики и содержания, как, например, открывшаяся 27-го марта 2014 года трехмесячная фотовыставка «Наследие советской армии в Германии», непосредственно связанная с музеем, который переустроил для себя одно из зданий бывшего казарменного комплекса находившегося в Висмаре мотострелкового самоходно-артиллерийского полка Группы советских войск в ГДР, и представляющая в частности вывод войск в начале 90х.